# Model M/M/1

Esquema M/M/1

El M/M/1 és un model en teoria de cues que considera un únic servidor i població infinita i que pot ser utilitzar per a aproximar sistemes senzills.
Seguint la notació de Kendall, indica un sistema on:
- les arribades són un procés de Poisson;
- el temps del servei segueix la distribució exponencial;
- només hi ha un únic servidor;
- la llargada de la cua en la qual esperen els usuaris que arriben és infinita;
- la població d'usuaris disponibles per unir-se al sistema és infinita.

## Anàlisi
Un sistema així es pot modelar com un procés de naixements-morts, on cada estat representa el nombre d'usuaris al sistema. Com que el sistema té una cua infinita i població il·limitada, el nombre d'estats que el sistema pot ocupar és infinit: són l'estat 0 (no hi ha cap usuari al sistema), l'estat 1 (hi ha un usuari), l'estat 2 (hi ha dos usuaris), etc.
Ja que la cua mai s'emplenarà i la població és infinita, la taxa de natalitat (taxa d'arribades), λ, és constant per a cada estat. La taxa de mortalitat (taxa de servei), μ, també és constant per a tots els estats (excepte l'estat 0). De fet, independentment de l'estat, podem només podem trobar dos esdeveniments:
- Arriba un nou usuari. Així, si el sistema està a l'estat k, passa a l'estat k + 1 amb taxa λ.
- Un usuari abandona el sistema. Així, si el sistema està a l'estat k, passa a l'estat k − 1 (o k si k és 0) amb taxa μ.

Ara és fàcil veure que el sistema només és estable si λ < μ. De fet, si la taxa de mortalitat és inferior a la taxa de naixements, el terme mitjà d'usuaris a la cua creixerà a l'infinit, és a dir, el sistema no estarà equilibrat.
Aquest model pot revelar mesures de rendiment interessants sobre el sistema observat; per exemple:
- El temps mitjà que un usuari passa al sistema
- El temps mitjà que un usuari passa esperant a la cua
- El nombre esperat d'usuaris al sistema
- El nombre esperat d'usuaris a la cua
- El rendiment (nombre d'usuaris servits per unitat de temps).

## Solucions estacionàries
Podem definir {\displaystyle \scriptstyle \rho \,=\,{\tfrac {\lambda }{\mu }}.}
La probabilitat que el sistema estigui en l'estat i es pot calcular de la següent manera:
{\displaystyle {\mbox{Prob}}(q=i)=\pi _{i}=(1-\rho )\rho ^{i}.\,}
Amb aquesta informació, ens és possible trobar diverses mesures de rendiment. Per exemple:
- El nombre esperat d'usuaris en el sistema, N:

{\displaystyle {\overline {N}}={\frac {\rho }{1-\rho }}}, i la seva variància:
{\displaystyle \sigma _{N}^{2}={\frac {\rho }{(1-\rho )^{2}}}}
- El nombre esperat de peticions fetes al servidor:

{\displaystyle {\overline {N}}_{S}=\lambda {\overline {x}}=\rho }
- El nombre esperat de peticions a la cua:

{\displaystyle {\overline {N}}_{Q}={\frac {\rho ^{2}}{1-\rho }}}
- El temps d'espera total (considerant el temps a la cua i la durada del servei):

{\displaystyle T={\frac {1}{\mu -\lambda }}.}
- El temps esperat que una petició romangui a la cua:

{\displaystyle W={\frac {{\overline {N}}_{Q}}{\lambda }}=T-{\overline {x}}=T-{\frac {1}{\mu }}={\frac {\rho }{\mu -\lambda }}}

## Exemple
Hi ha moltes situacions on es pot fer ús del model M/M/1. Per exemple, podem imaginar una oficina de correus amb un sol empleat i, per tant, una sola cua. La clientela arriba, s'uneix a la cua, és servida i abandona el sistema. Si les arribades són un procés de Poisson i el temps de servei és exponencial, és possible utilitzar un model M/M/1, podent així calcular fàcilment el nombre esperat de persones a la cua, les probabilitats que hagin d'esperar durant un temps determinat, etc.